# 推想虚构作品
推想文學（英文：Speculative fiction）是一種廣泛的文學分類，又称为思辨文学，包括科幻、恐怖、奇幻、架空歷史、烏托邦和反烏托邦、超級英雄等等，共通的特點是其中包含現實中不存在的事物。一般來說，推想小說雖然有非現實事物，但作者在故事內仍舊追求邏輯的合理性。有些作家認為各種更專門的分類要求太多，例如科幻作品追求科學合理性、奇幻總是要有魔法和想象生物，這影響了創作自由，因此他們偏好「推想文學」這個分類。

## 類似文類
法國文學的 Fantastique 與英國的奇幻文學何者能追溯的更早，尚有爭辯。不過它目前確實是一個活躍中的類型，而且它與英國的奇幻、恐怖小說、法國的其他文學類型以及世界文學結合在一起發展。而在fantastique中，故事裡的人物，跟讀者一樣，都是沒有辦法接受超自然事件發生在現實生活中，而這種對於超自然現象的否認，會在這些事件發生時產生懷疑、害怕等反應。
奇幻文學著作中，超自然現象在作者所設定的那個幻想世界裡是被接受而且認為完全合理的。
魔幻寫實主義中，超自然現象經由解釋而當作一般事件被接受。

## 类型
| 类型         | 描述 | 例 |
| ------------ | --- | --- |
| 奇幻作品     | 包括源自传统故事或受传统故事启发的元素和生物，例如神话生物（例如龙、精灵、矮人和仙女）、魔法、巫术、药水等。                                                             | 魔戒、龙与地下城、塞尔达传说、冰與火之歌、万智牌 |
| 科學幻想     | 具有现实生活中不存在但被认为可能在未来通过科学进步创造或发现的技术或其他元素，例如先进的机器人、星际旅行、外星人、时间旅行、变种人和半机械人。许多科幻故事都设定在未来。 | 光环、哥斯拉、revisions、時間機器、赛博朋克 2077、质量效应、2001太空漫游、终结者、環太平洋：黑色禁區、银翼杀手、星际之门、蒼穹浩瀚、变形金刚、三体、星际之门、巴比伦五号、仙女座 |
| 科學奇幻     | 推想文学中的混合类型，同时借鉴或结合了科幻文学和奇幻文学中的比喻和元素。                                                                                                 | 星際大戰、宇宙浪子、霹靂貓、太空超人 |
| 超级英雄幻想 | 以超级英雄及超级反派等邪恶势力的斗争为中心。通常包含科幻文学或奇幻文学的元素，并且可能是它们的子类型。                                                                   | DC宇宙、漫威宇宙、假面騎士、我的英雄学院、超级戰隊、金屬英雄。 |
| 太空西部     | 推想文学中的混合类型，同时借鉴或结合了科幻文学和西部文学的比喻和元素。                                                                                                   | 曼达洛人、布雷斯塔警长、螢火蟲、星方武侠、宇宙浪子、槍神Trigun、外星战将、星際牛仔、霹靂貓、太空超人、巴克·罗杰斯、大胆阿丹、飛俠哥頓、道奇鸭                                    |
| 西部题材     | 通常以1849年加利福尼亚淘金热和1890年边境关闭之间的美国边境为背景，通常与美国西部的民间故事有关，尤其是美国西南部，以及墨西哥北部和加拿大西部。                           | 無名客三部曲、安妮·奧克利、跃起的马、水牛比爾、水牛舞 |
| 超自然幻想   | 与恐怖和奇幻类似，它与超自然浪漫、当代奇幻、都市幻想、神秘侦探文学和超自然文学重叠。它运用或需要的情节或主题往往与自然界司空见惯的唯物主义假设相矛盾。                   | 奧特蘭托堡、吸血鬼猎人巴菲、夜行天使、校园超能力狼人、少狼、哈利·波特、波西傑克森、怪奇物語、午夜來嚇、闇、墮落天使、吸血鬼日记、聖女魔咒、不速之嚇、靈異大逆轉、万能钥匙        |
| 恐怖幻想     | 专注于煽动恐惧的恐怖故事。反派可以是超自然的，如怪物、吸血鬼、鬼魂和恶魔，也可以是平凡的人，如精神病和残忍的杀人犯。通常以暴力和死亡为特色。                             | 大法師、克苏鲁神话、猛鬼街、我们、血书、地獄羈絆之心、生化危机、驚聲尖叫 |
| 乌托邦幻想   | 发生在非常理想的社会中，通常表现为先进、快乐、聪明，甚至完美或没有问题。                                                                                                 | 岛、生态乌托邦、17776 |
| 反乌托邦幻想 | 故事发生在一个非常恶劣的社会中，经常受到严格管制、暴力、混乱、洗脑或其他负面因素的困扰。                                                                                 | 最後生還者、新世纪福音战士、一九八四、妙想天开、侍女的故事、發條橘子、飢餓遊戲、北斗之拳                                                                                         |
| 架空歷史     | 专注于历史事件，就好像它们以不同的方式发生一样，以及它们在当下的影响。                                                                                                   | 高堡奇人、最后的地球星舰、惡棍特工、The Guns of the South、祖國、米与盐的年代、德軍總部、神秘小鎮大冒險                                                                          |
| 末日幻想     | 发生在大规模的全球性灾难之前和期间，通常是大规模的大流行疾病或自然灾害或核浩劫。                                                                                         | 世界就是這樣結束的、火线、明日之後、蒙上你的眼、2012、世界大战 |
| 后末日幻想   | 专注于全球大规模灾难后的幸存者群体。 | 末日逼近、瘋狂麥斯、泰坦A.E.、未来水世界、異塵餘生、银河战士Prime、地铁2033、風之谷、荒野遊俠、Z213：Exit、北斗之拳                                                              |
| 进化猜想     | 专注于动物或人类的假设未来或进化。 | 探险、人类灭绝之后的动物、新恐龍、人类灭绝之后、Snaiad |

## 延伸阅读
- 『SFとはなにか』（著：笠井潔、日本放送出版協会NHKブックス）ISBN 978-4140015124
- Barrett, W. S. (ed.), Euripides, Hippolytos, edited with Introduction and Commentary (Oxford: Clarendon Press, 1964; Toronto: Oxford University Press, 1964)
- Ewans, Michael (2007). Opera from the Greek: Studies in the Poetics of Appropriation. Ashgate Publishing, Ltd. ISBN 0-7546-6099-0, 9780754660996
- Griffiths, Emma (2006). Medea. Taylor & Francis. ISBN 0-415-30070-3, 9780415300704
- McDermott, Emily (1989). Euripides' Medea: the Incarnation of Disorder. Penn State Press. ISBN 0-271-00647-1, 9780271006475
- McDermott, Emily (2000) Euripides' Second Thoughts （页面存档备份，存于）. University of Massachusetts Boston.
- Powell, Anton (1990). Euripides, Women and Sexuality. Routledge Press. ISBN 0-415-01025-X
- Sommerstein, Alan (2002). Greek Drama and Dramatists. Routledge Press. ISBN 0-203-42498-0, 9780203424988